# Edgars Nemme
Edgars Nemme (ur. 9 czerwca 1996 w Limbaži) – łotewski bobsleista, olimpijczyk z Pekinu 2022, mistrz Europy.
Mieszka w Limbaži.

## Kariera
Rywalizuje w dwójkach w parze z Emīlsem Cipulisem oraz w czwórkach w zespole z Oskarsem Ķibermanisem, Dāvisem Spriņģisem i z Matīssem Miknisem.

## Udział w zawodach międzynarodowych
| Impreza                     | Rok  | Gospodarz            | Konkurencja | Miejsce |                      |      |       |        |     |
| --------------------------- | ---- | -------------------- | ----------- | ------- | -------------------- | ---- | ----- | ------ | --- |
| Impreza                     | Rok  | Gospodarz            | Konkurencja | Miejsce | Igrzyska olimpijskie | 2022 | Pekin | dwójki | 17. |
| czwórki                     | 5.   |                      |             |         | Igrzyska olimpijskie | 2022 | Pekin |        |     |
| Mistrzostwa świata          | 2020 | Altenberg            | czwórki     | 13.     |                      |      |       |        |     |
| Mistrzostwa świata          | 2021 | Altenberg            | czwórki     | 8.      |                      |      |       |        |     |
| Mistrzostwa Europy          | 2020 | Winterberg           | czwórki     | 12.     |                      |      |       |        |     |
| Mistrzostwa Europy          | 2022 | Sankt Moritz         | czwórki     | 01 !    |                      |      |       |        |     |
| Mistrzostwa świata juniorów | 2019 | Schönau am Königssee | dwójki      | 22.     |                      |      |       |        |     |
| Mistrzostwa świata juniorów | 2020 | Winterberg           | czwórki     | 6.      |                      |      |       |        |     |
| Mistrzostwa świata juniorów | 2021 | Sankt Moritz         | dwójki      | 8.      |                      |      |       |        |     |
| Mistrzostwa świata juniorów | 2021 | Sankt Moritz         | czwórki     | 8.      |                      |      |       |        |     |